# BMWザウバー・F1.09
BMWザウバーF1.09は、BMWザウバーが2009年のF1世界選手権参戦用に開発したフォーミュラ1カーで、ウォルター・リードルが設計した。2009年の開幕戦から実戦投入された。
同年をもってBMWがF1活動から撤退したため、BMWザウバーとして最後のマシンとなった。

## 概要

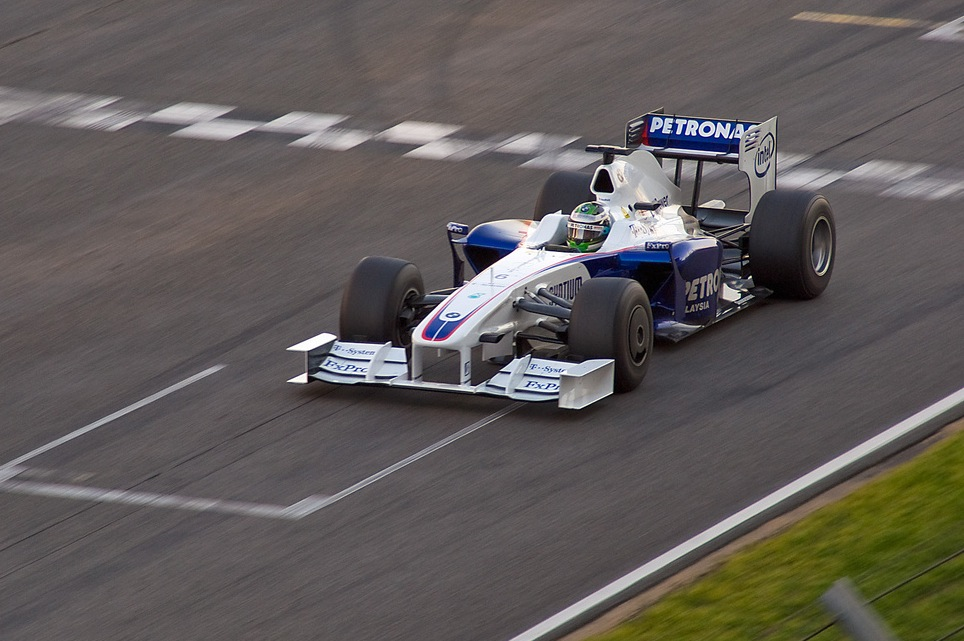
カタロニア・サーキットでニック・ハイドフェルドがドライブするF1.09。サイドミラーをポンツーン端に移設している

2009年の新レギュレーションに沿って開発されたマシンとしては、全チームに先駆けて1月20日にバレンシアで初公開された。2008年シーズン終了後にF1.08に2009年仕様のボディワークを搭載したF1.08Bでテストしていたが、発表会でのF1.09はF1.08Bと酷似している。
フロントノーズは横幅が広く、比較的高く持ち上げられ、路面に向かって整流フィンを装着している。ノーズサイドは若干へこんだ形状となっている以外はさほど違いは見られない。フロントウイングは3枚式となった。最上段の1枚が可動式となっている。
リヤウイングはシンプルな形状。しかし、F1.08Bでは3枚エレメントであったが、F1.09ではレギュレーションにあわせて2枚となっている。翼端板にはスリットがあるが、これも継続されたもの。
発表会当初、サイドミラーはコクピット脇の標準的な位置に設置されていたが、サイドポンツーン先端にエアロパーツを設置すると同時にそちらに移設された。
大型バージボードが禁止された影響でサイドポンツーンの形状は大きく変更されている。上面は両サイドにむけて「いかり肩」のように盛り上がっている。側面はF1.08のようなアンダーカットはなくなり、徐々に下部にしたがって狭められる滑らかな形状になった。また、後方に向かってかなりすっきりと細くなっているが、サイドポンツーン内部の空気を排出するためのルーバーがフロア下部に設けられている。レギュレーションによってサイドポンツーンのボディワークは厳しく規制されているが、高さ100mmまでの区間は上部ボディワークに対する厳しい規約から除外されているため問題はない。
KERSは他チームよりも開発に積極的で、旧車に搭載してテストを重ねてきた。サイドポンツーンのエアダクト内側から冷却エアを取り込み、バッテリーを冷やす。バッテリーは両サイドポンツーンに、KERS制御装置は右側のサイドポンツーンに収納されている。
スポンサー面では、前身であるザウバー時代の2001年からチームを支えていたクレディ・スイスが離脱した。

### 大幅な改良
第2戦マレーシアGPではスコールのためレースが打ち切られ、ニック・ハイドフェルドがタイヤ交換を上手くこなして2位表彰台を獲得した。しかし、序盤戦はマシンのパフォーマンスが低く、ポイント獲得もままならなかった。KERSはハイドフェルドが第1 - 4戦で使用したが、ハイドフェルドに比べて長身なロバート・クビサは第3戦で使用したのみであった。
状況打開のため改良型のパーツが多数投入されたが、特に第5戦スペインGPで用意されたアップデートは各部を見直した大幅なものであった。

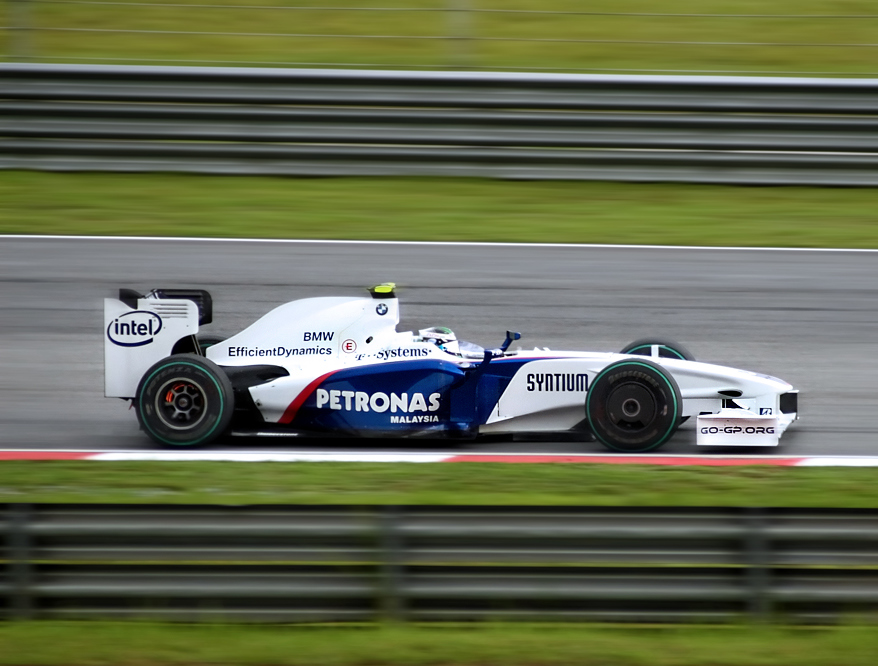
第2戦マレーシアGPでのF1.09
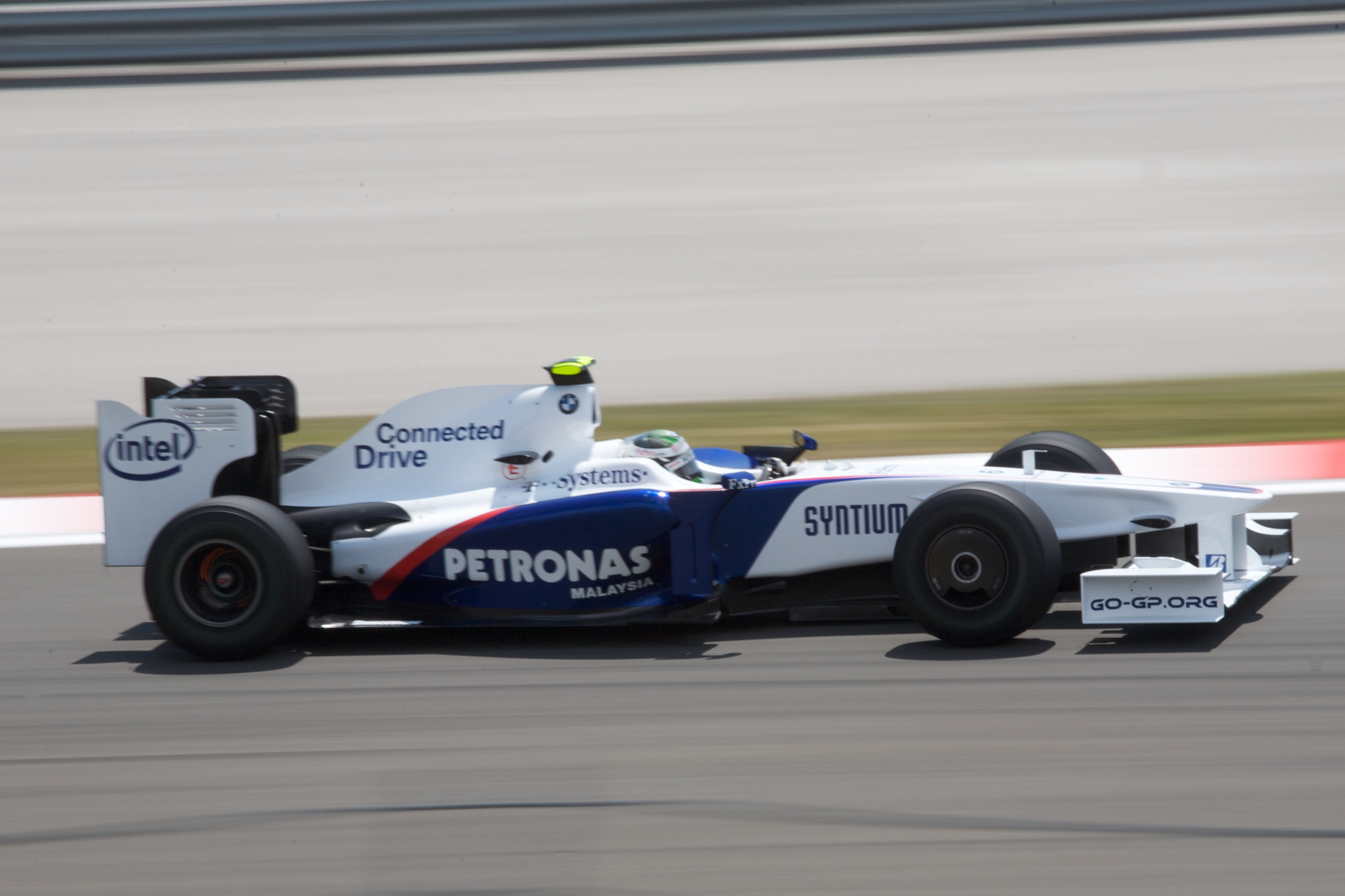
第7戦トルコGPでのF1.09

まず、従来のものでも高く持ち上げられていたフロントノーズがさらに高くなり、先端は薄くされた。さらにサイドポンツーンの形状が見直され、さらにコンパクトになった。この影響でKERSの搭載が以後は見送られた。リヤウイング上段の中央には、小型のエレメントが追加され、ダウンフォースを稼ぐ努力が見られる。
第8戦イギリスGPで、KERSを今後使用しないことを発表した。
撤退発表後も改良作業を継続した結果、第12戦ベルギーGPでハイドフェルドが予選セカンドローを獲得。終盤戦は入賞圏内に復帰してラストシーズンを終えた。

## スペック

### シャーシ
- シャーシ名 F1.09
- シャーシ構造 カーボンファイバー/ハニカムコンポジット複合構造モノコック
- 全長 4,690mm
- 全幅 1,800mm
- 全高 1,000mm
- 前トレッド 1,470mm
- 後トレッド 1,410mm
- クラッチ カーボンファイバー製
- ブレーキキャリパー ブレンボ6ピストン
- ブレーキディスク・パッド ブレンボ/カーボンインダストリー
- サスペンション 前後プッシュロッド式インボードスプリング&ダンパー/ダブルウィッシュボーン
- ダンパー ザックス
- ホイール O・Z
- タイヤ ブリヂストン
- ギアボックス 縦置き7速＋リバース1速クイックシフトセミオートマチック/チタニウム製ケーシング
- KERS BMWザウバー
- エレクトロニクス MES-マイクロソフト スタンダードECU
- ステアリング・ホイール BMWザウバー
- 重量 冷却水、潤滑油、ドライバーを含めて605kg

### エンジン
- エンジン名 BMW P86/9
- 気筒数・角度 V型8気筒・90度
- 排気量 2,400cc
- 最高回転数 18,000rpm（レギュレーションで規定）
- バルブ 4バルブ/ニューマチック式
- エンジンブロック アルミニウム
- シリンダーヘッド アルミニウム
- クランクシャフト スチール
- ピストン アルミニウム
- コンロッド チタニウム
- スパークプラグ NGK
- オイルシステム ドライサンプ潤滑
- エンジン重量 95kg

## シャーシナンバー一覧

### 2009年
| No. | ドライバー             | 1   | 2   | 3   | 4   | 5   | 6   | 7   | 8   | 9   | 10  | 11  | 12  | 13  | 14  | 15  | 16  | 17  |
| No. | ドライバー             | AUS | MAL | CHN | BHR | ESP | MON | TUR | GBR | GER | HUN | EUR | BEL | ITA | SIN | JPN | BRA | ABU |
| --- | ---------------------- | --- | --- | --- | --- | --- | --- | --- | --- | --- | --- | --- | --- | --- | --- | --- | --- | --- |
| 5   | ロバート・クビサ       | 3   | 5   | 5   | 5   | 3   | 3   | 3   | 3   | 3   | 4   | 8   | 8   | 8   | 8   | 8   | 8   | 8   |
| 6   | ニック・ハイドフェルド | 4   | 4   | 4   | 4   | 6   | 6   | 6   | 6   | 6   | 6   | 7   | 7   | 7   | 7   | 7   | 7   | 7   |

## 結果
| 年   | No. | ドライバー             | 1   | 2   | 3   | 4   | 5   | 6   | 7   | 8   | 9   | 10  | 11  | 12  | 13  | 14  | 15  | 16  | 17  | ポイント | ランキング |
| 年   | No. | ドライバー             | AUS | MAL | CHN | BHR | ESP | MON | TUR | GBR | GER | HUN | EUR | BEL | ITA | SIN | JPN | BRA | ABU | ポイント | ランキング |
| ---- | --- | ---------------------- | --- | --- | --- | --- | --- | --- | --- | --- | --- | --- | --- | --- | --- | --- | --- | --- | --- | -------- | ---------- |
| 2009 | 5   | ロバート・クビサ       | 14  | Ret | 13  | 18  | 11  | Ret | 7   | 13  | 14  | 13  | 8   | 4   | Ret | 8   | Ret | 2   | 10  | 36       | 6位        |
| 2009 | 6   | ニック・ハイドフェルド | 10  | 2   | 12  | 19  | 7   | 11  | 11  | 15  | 10  | 11  | 11  | 5   | 7   | Ret | 6   | Ret | 5   | 36       | 6位        |

- 太字はポールポジション、斜字はファステストラップ。(key)
- 第2戦マレーシアGPは雨天で赤旗中断となり規定周回数の75％を満たさなかったため獲得ポイントは半分となる。